# Pont de Turbigo
Pour les articles homonymes, voir Pont de pierre.
Le pont de Turbigo sur le Naviglio Grande (également connu sous le nom de pont napoléonien de Turbigo ou Pont Napoléon sur le Naviglio à Turbigo) est un pont arqué à voie supérieure dans la province de Milan, construit à plusieurs reprises entre 1606 et 1889.
Il était d'une importance stratégique fondamentale lors de la deuxième campagne napoléonienne en Italie, lors du Combat de Turbigo le 31 mai 1800 (Napoléon Bonaparte). Par la suite, lors de la seconde guerre d'indépendance italienne, le 3 juin 1859 (Napoléon III et Vittorio Emanuele II), il devient un nœud stratégique lors de la bataille de Turbigo, prélude à la bataille de Magenta qui s'ensuit. Enfin, dans les dernières étapes de la Seconde Guerre mondiale en Italie, il était considéré par les Allemands comme une cible stratégique à faire sauter lors de leur retraite. 
Dans les trois cas mentionnés ci-dessus, le pont a été miné, mais il a heureusement atteint nos jours en pleine efficacité et est toujours pleinement fonctionnel.

## Histoire

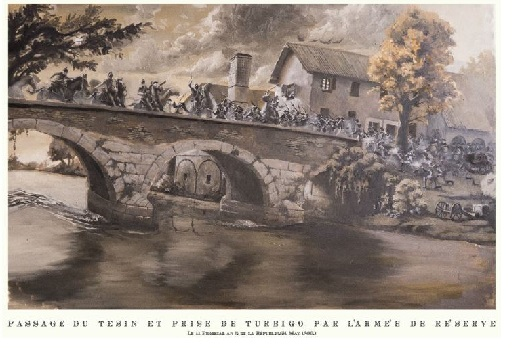
Pont de Turbigo sur le Naviglio objet de disputes entre Autrichiens et Français le 31 mai 1800 Combat de Turbigo (peinture commémorative du 220e anniversaire).

L'actuel pont de pierre sur le Naviglio Grande a remplacé le pont en bois du début du XVIIe siècle, lorsque tous les ponts de cette grande voie de communication ont été entièrement refaits pour faciliter le passage des bateaux transportant des marchandises et des fournitures à Milan. Puis, à la fin du XIXe siècle (1889), lorsque l'actuelle Via Roma devint la route provinciale Novara-Gallarate (qui deviendra plus tard SS 341 Gallaratese avec la construction de la route de contournement), le passage sur le Naviglio Grande fut facilité et l'ingénieur M. Paolo Tatti a conçu l'élargissement de l'arc, côté ville, du pont également pour faciliter le passage des bateaux sur la rive gauche du Naviglio (autrefois le chemin de halage utilisé par les bateaux était le droit).
En 1987, lors des travaux d'agrandissement de l'égout, en plus de la route sous le manteau de couverture préexistant, une autre est apparue à plus d'un mètre de profondeur du niveau actuel. C'était la route médiévale qui menait au port de Turbigo sur le fleuve Tessin, car jusqu'en 1606, le pont de pierre sur le Naviglio n'existait pas. Jusque-là, les voyageurs qui voulaient se rendre au Piémont, traversaient le Naviglio en aval à quelques mètres du pont actuel, à la porte qui existe encore aujourd'hui, sur un pont de bois. Avec la construction du pont de pierre en 1606, l’actuelle Via 3 juin a été restreint et la route a été rehaussée d'un remblai pour relier les pieux et arriver à la situation actuelle.
En 1889, le maire de la ville de l'époque a arrangé un projet d'agrandissement du pont à la suite de l'augmentation du nombre de charretiers, mais seule une plus grande travée de l'arc fut construite vers le côté de la ville. L'ingénieur Tatti a conçu les modifications du pont et a également payé le coût. 
Depuis lors, une série d'initiatives ont été prises pour démolir le pont de pierre et en construire un autre en béton armé.
L'ingénieur Ettore Allemandi de Busto Arsizio en a préparé un en 1936. Le maire a envoyé le projet général à la Province qui a invité à construire un nouveau pont à 1,5 mètre de l'ancien, afin d'éviter la suspension de la circulation.
En 1948, pour l'agrandir, le maire Luigi Bianchini a demandé au Bureau technique de la Province de démolir les deux parapets. La Province a répondu par la négative car avec le projet de la nouvelle variante de route, la route avec le pont de pierre sera abandonnée. La route de contournement déjà prévu a été construite en 1956.
Une nouvelle phase concernant le pont sur le Naviglio s'est ouverte avec la demande de la société Enel de moderniser la centrale thermoélectrique. L'administration municipale de l'époque a demandé, en échange du permis de construire, de résoudre le problème du goulot d'étranglement créé par le pont de pierre du XVIIe siècle. La première proposition de Enel, à la fin de 1967, était la démolition et la construction d'un autre pont en béton armé. Cette proposition a également été soutenue dans les mois suivants jusqu'à convaincre l'administration municipale.
L'intérêt de certains citoyens a empêché la démolition, en effet les Beaux-Arts ont placé le lien d'intérêt historique pour les événements qui ont vu le pont comme protagoniste au XIXe siècle. On a[Qui ?] décidé de le doubler et un pont en béton armé serait construit, aux frais de Enel, flanqué, coté mont, à celui en pierre existant. Il aurait eu un parcours incliné, presque tangent aux arcs existants pour ne pas avoir d'impact avec la présence ancienne.
Le Conseil municipal du 20 février 1968 a approuvé la conception préliminaire du nouveau pont en béton précontraint, nommant l'architecte Angelo Vittorio Mira Bonomi comme « assistant de contrôle des travaux » représentant la Surintendance des monuments de la Lombardie.

### Événements
Sur les 2 épisodes des années 1800, les Bonaparte sont des protagonistes :
- Le 31 mai 1800, l'avant-garde française de l'armée napoléonienne, dirigée par l'adjudant, le général Jean-Baptiste Girard, a conquis et défendu le pont des tentatives répétées de l'Autriche pour le reprendre. Comme citent les bulletins militaires de l'époque, «le général Girard s'est couvert de gloire». Le citoyen Jean Baptiste Louis Morin fut le véritable architecte de la conquête du pont et fut blessé lors de cette action. Pour son comportement sur le champ de bataille, il fut promu chef d'escadron de cavalerie par Napoléon Bonaparte lui-même. Les renforts emmenés par le général Monnier et le général italien Domenico Pino, ne sont arrivés que tard dans la soirée et ont finalement conquis le pont sur le Naviglio à la baïonnette. Cet épisode fut décisif pour l'entrée de Napoléon Bonaparte à Milan.
- Le 3 juin 1859, au tout début de la Seconde Guerre d'Indépendance italienne, les troupes françaises de Napoléon III parviennent à occuper le village de Turbigo en passant sur ce pont, qui, bien qu'ayant été «détruit» par les Autrichiens, est resté debout. Avec l'affrontement qui a suivi, ils ont consolidé leur tête de pont, ce qui leur a permis de gagner la bataille de Magenta d'abord, puis toute la campagne, permettant ainsi la naissance de l'Italie en tant que Nation.
- À la fin de la Seconde Guerre mondiale, le pont a été miné par les Allemands afin de se protéger de la retraite. Les signes de cette dernière action sont encore aujourd'hui reconnaissables sous le troisième arc et visibles le long du chemin de halage de Naviglio. La chance voulait que le pont nous atteigne intact.